# سرخه دزک
سرخه دزک، روستایی از توابع بخش رودبارالموت شهرستان قزوین در استان قزوین ایران است. زبان اصلی و مادری مردم تاتی است.

## جمعیت
این روستا در دهستان معلم کلایه قرار دارد و براساس سرشماری مرکز آمار ایران در سال ۱۳۸۵، جمعیت آن ۶۹ نفر (۲۰خانوار) بوده‌است.